# Re nascosto
Il mito politico del re nascosto vuole che alcuni sovrani defunti siano in realtà in attesa di riapparire per rovesciare il regime corrente e salvare il popolo. 

I "falsi Demetrio" (dal nome del principe russo, potenziale erede della corona imperiale, morto nel 1598 e visto aggirarsi nel 1604 per rivendicare il trono) sono la manifestazione particolare di un fenomeno più generale che si verificò più volte nella storia europea del Medioevo e della Storia moderna (ma anche fuori dall'Europa).

## In Portogallo
Il 4 agosto 1578, l'esercito portoghese era stato annientato in territorio marocchino dall'emiro Mulay Abdelmalik, in una battaglia che era costata ai Lusitani ottomila caduti, tra i quali anche il loro giovane re, Sebastiano.

Il corpo di quest'ultimo, tuttavia, non era stato ritrovato, ed in breve tempo cominciarono a circolare voci secondo cui, in realtà, il sovrano era sfuggito alla morte e sarebbe presto tornato a guidare il suo popolo.

La rilevanza di tali voci era accresciuta dal fatto che proprio la prematura scomparsa, senza eredi diretti di Sebastiano aveva provocato la perdita dell'indipendenza del Portogallo, annesso alla Spagna di Filippo.

I "falsi Sebastiano" comparsi di lì a poco sulla scena, quindi incarnavano le velleità d'indipendenza portoghese e costituivano una potenziale minaccia per Filippo II; uno di costoro riuscì a raccogliere persino un piccolo esercito che però venne sbaragliato nel giugno del 1585.

Un altro di questi individui fece la sua comparsa a Venezia verso la fine del secolo: arrestato dalle autorità locali in seguito alle pressioni del re di Spagna, costui si dimostrò in grado di riferire il contenuto delle missive inviate a suo tempo dalla Serenissima al vero Sebastiano, ma cadde comunque nelle mani degli spagnoli e fu impiccato.

## In Francia
Se nel caso portoghese la vicenda del sovrano scomparso e ritrovato si legava essenzialmente alla questione dell'indipendenza perduta e da riconquistare, l'episodio che verificò in Francia negli stessi anni trova una spiegazione soprattutto nelle tensioni religiose da cui il Regno di Francia era stato dilaniato per quasi mezzo secolo.

Nel 1592 un gentiluomo bretone fece sul letto di morte una straordinaria rivelazione ad uno dei suoi figli, Francesco: «Signore, voi non siete figlio mio, bensì del fu re Carlo IX; sono stato incaricato dalla regina Caterina, madre dei re defunti, di nutrirvi e di allevarvi, senza rivelare la cosa finché lei ed i suoi figli non fossero tutti scomparsi».

Perso ogni diritto sui beni di quello che aveva erroneamente ritenuto suo padre, il giovane cominciò a vagare per la Francia con l'intento di vedere riconosciuta la propria identità e di recuperare l'identità che gli spettava: il "falso Francesco III" riscosse un certo successo, poiché non tutti in Francia erano soddisfatti dalla soluzione costituita dall'ascesa al trono dell'ex ugonotto Enrico IV di Borbone.

Molte province erano ancora in armi ed il giovane Francesco si presentava come il legittimo erede cattolico di quel sovrano che aveva ordinato il massacro della notte di San Bartolomeo: l'instabilità della posizione di Enrico IV consigliava di non sottovalutare le potenziali minacce l'uomo che pretendeva di essere Francesco III venne giustiziato nel marzo del 1595.
Si potrebbero d'altra parte raccontare storie simili a queste anche per epoche molto più vicine a noi: nella Francia del XIX secolo, per esempio, circolò la voce che Napoleone Bonaparte non fosse morto a Sant'Elena e che sarebbe ben presto tornato alla testa di nuovi eserciti, com'era avvenuto dopo il confino all'Elba.

Da un punto di vista generale, le storie dei falsi sovrani ripresentatisi dopo anni per rivendicare i loro diritti presentano alcune differenze, ma hanno in comune un elemento costante: sono tutte forme di quello che potremmo definire un "messianesimo politico", ovvero dell'attesa di un "salvatore" che riporti la giustizia, la pace e la prosperità in un mondo dilaniato dalla discordia e dalla violenza.

Inoltre l'esistenza dei "falsi Demetrio" e dei falsi Sebastiano dimostra quanto fosse profonda nei popoli del Mediterraneo della prima età moderna la fede nella natura salvifica della monarchia e nel carattere sacro della persona del re.

## Re nasconti nel folklore europeo
- Sebastiano I di Portogallo
- Enrico IV di Borbone
- Re nella Montagna